# Palaeoprotobuthus pusillus
Genre
Espèce
Palaeoprotobuthus pusillus, unique représentant du genre Palaeoprotobuthus, est une espèce fossile de scorpions de la famille des Buthidae.

## Distribution
Cette espèce a été découverte dans de l'ambre de la Baltique. Elle date du Paléogène.

## Description
Le mâle subadulte holotype mesure 9 mm.

## Publication originale
- Lourenço & Weitschat, 2000 : « New fossil scorpions from the Baltic amber – implications for Cenozoic biodiversity. » Mitteilungen aus dem Geologisch-Paläontologischen Institut der Universität Hamburg, vol. 84, p. 247–260.